# Mandela - La lunga strada verso la libertà
Mandela - La lunga strada verso la libertà (Long Walk to Freedom) è un film del 2013 diretto da Justin Chadwick.
Il film si basa sull'autobiografia Lungo cammino verso la libertà, scritta dal rivoluzionario anti-apartheid ed ex Presidente sudafricano Nelson Mandela, partendo dai suoi inizi come avvocato a Johannesburg.

## Trama
In seguito all'intensificarsi della violenza dei bianchi nei confronti dei neri e all'inasprimento delle misure dell'apartheid, il giovane Nelson Mandela, avvocato di Johannesburg, membro dell'etnia Xhosa, diventa la figura centrale nella ribellione alla discriminazione imperante.
In quanto leader dell'African National Congress, e a causa di alcuni attentati della sua organizzazione, Mandela viene tradotto nella prigione di Robben Island, condannato all'ergastolo. Sostenuto da una grande forza di volontà e dall'amore per la seconda moglie Winnie, che combatte per i diritti dei neri conoscendo a sua volta la prigionia, resiste ai soprusi dei carcerieri e alla durezza dell'isolamento, finché viene trasferito, dopo vent'anni, in un carcere meno severo.
La mobilitazione mondiale per la sua liberazione spinge le autorità sudafricane a cercare un'intesa con Mandela, sinché questi viene liberato nel 11 febbraio 1991, dopo ventisette anni di prigionia. Osannato dalla sua gente, rifiuta ogni vendetta, premendo per la nascita di un Paese in cui tutti possano coesistere senza più conflitti. Per questo, si allontana dalla moglie, schieratasi in favore di una linea meno tollerante e determinata ad affermare i diritti dei neri con la forza, senza riservare pietà verso chi li ha perseguitati per tanti anni.
Sconfitto l'apartheid, Mandela riesce a far accettare delle elezioni democratiche, che lo portano nel 1994 alla presidenza del Sudafrica.

## Colonna sonora
Nella colonna sonora del film è presente il brano Ordinary Love del gruppo rock irlandese degli U2.

## Distribuzione
Il film è stato distribuito limitatamente negli Stati Uniti dal 29 novembre 2013. In Italia arriva direttamente in televisione il 18 luglio 2018 sul canale Cine Sony.

## Riconoscimenti
- 2014 - Golden Globe
  - Migliore canzone originale (Ordinary Love) a Paul Hewson, David Howell Evans, Adam Clayton e Larry Mullen
  - Candidatura Miglior attore in un film drammatico a Idris Elba
  - Candidatura Migliore colonna sonora originale a Alex Heffes
- 2014 - Premio Oscar
  - Candidatura Migliore canzone (Ordinary Love) a Paul Hewson, David Evans, Adam Clayton e Larry Mullen